# NGC 7626
NGC 7626 é uma galáxia elíptica (E) localizada na direcção da constelação de Pegasus. Possui uma declinação de +08° 13' 01" e uma ascensão recta de 23 horas, 20 minutos e 42,6 segundos.
A galáxia NGC 7626 foi descoberta em 26 de Setembro de 1785 por William Herschel.